# Mots d'amour (film)
Pour l’article homonyme, voir Mots d'amour.
Pour plus de détails, voir Fiche technique et Distribution.
Mots d'amour (La parola amore esiste) est un film franco- italien réalisé par Mimmo Calopresti et sorti en 1998.
Il a été présenté à la Quinzaine des Réalisateurs du 51ième Festival de Cannes

## Synopsis
Angela, une trentenaire bourgeoise est suivie par un psychanalyste, poussée par ses multiples incertitudes, peurs et fixations qui ont marqué et rempli sa vie. Dans l'immeuble du psychiatre, elle rencontre Marco, professeur de violoncelle, et en tombe amoureuse. Elle commence à lui envoyer des lettres d'amour anonymes, à l'épier de loin; mais tout cela se révèle inutile car Marco s'éprend d'une de ses élèves, la croyant l'auteure des lettres, ce qui donne naissance à une méprise. Angela décide de mettre fin aux rendez-vous avec le psychiatre les considérant inutiles ou pire nocifs, et sur les conseils de sa mère, se retire dans une clinique privée en dehors de la ville, espérant retrouver la sérénité qui lui manque. Mais ce choix n'est pas opportun, et en compagnie de Sara, une patiente de la clinique amoureuse de son avocat, elle prend la décision de rentrer à la maison. Durant le voyage de retour, Marco et Angela se rencontrent par hasard et tous les trois entreprennent de faire une partie du trajet ensemble, pendant lequel surgit la vérité sur les lettres. Sara, rongée par l'anxiété et consciente de ne pas encore être prête à rentrer à la maison, décide de retourner à la clinique.v La voiture de Marco tombe en panne d'essence, et Angela et lui, restés seuls, la pousse à la main jusqu'à la station service.

## Fiche technique
- Titre français : Mots d'amour
- Titre original italien : La parola amore esiste
- Réalisation : Mimmo Calopresti
- Scénario : Mimmo Calopresti, Francesco Bruni, Heidrun Schleef, Doriana Leondeff
- Production :  Bianca Film, Caméra One, Arena Films
- Photographie : Alessandro Pesci
- Lieu de tournage : Rome
- Musique : Franco Piersanti
- Montage : Massimo Fiocchi
- Durée : 87 minutes
- Dates de sortie: 
  - Italie : 15 avril 1998 (première à Turin)
  - Italie : 17 avril 1998
  - France : 14 mai 1998 (Festival de Cannes
  - France : 19 août 1998

## Distribution
- Valeria Bruni Tedeschi : Angela
- Fabrizio Bentivoglio : Marco
- Mimmo Calopresti : Analyste
- Valeria Milillo : Giovanna
- Marina Confalone : Sara
- Gérard Depardieu : l'avocat
- Daria Nicolodi (VF : Frédérique Cantrel) : mère d'Angela
- Giovanna Giuliani : Carlotta
- Massimo Bonetti : Bruno
- Roberto de Francesco : Le psychiatre de la clinique

## Distinctions
- 1998 : meilleure actrice pour Valeria Bruni Tedeschi aux David di Donatello Awards[1]
- 1999 : meilleure histoire originale du syndicat des journalistes de cinéma italien (Nastro d'argento)
- 1998 : Ciak d'oro de la meilleure actrice dans un second rôle pour Marina Confalone